# VV Voltena
VV Voltena is een volleybalvereniging uit Werkendam in de gemeente Altena, Noord-Brabant, Nederland.

## Algemeen
De naam Voltena is een samensmelting van Volleybal in de regio Land van Altena. In 2012 zijn de verenigingen SSS uit Nieuwendijk; Volcom uit Giessen-Rijswijk en Woudrichem en Foranto samengegaan, en vormen daarmee een sterke regionale zaalvolleybalvereniging.
Na een gemeentelijke herindeling zijn de gemeenten Werkendam, Woudrichem en Wijk en Aalburg in 2019 samengesmolten tot de Gemeente Altena. Hiermee liepen de volleybalverenigingen dus vooruit op wat later ook op het niveau van het gemeentebestuur is gebeurd.
De geschiedenis van de verenigingen waaruit Voltena is ontstaan gaat verder terug. De oudste vereniging, SSS, vond haar oorsprong in 1961.

## Teams
In het seizoen 2018/19 speelt het eerste vrouwenteam, onder de naam IMS/Voltena, in de landelijke Topdivisie, de klasse onder de Eredivisie.